# Vonjy Madagascar Côtes d'Armor
Vonjy Madagascar acte 2-35 change de nom qui est à présent Vonjy Madagascar Côtes d'Armor.

Vonjy signifie aide en malgache. Après avoir créé un dispensaire en milieu rural sur la commune d'Ambatofahavalo, à 30 km de Tananarive, l'association assure le financement de son fonctionnement et apporte son soutien au collège de Merikanjaka, qui se situe dans un canton de 8 765 habitants, constitué de 10 communes rurales.

## Création
Cette association existe depuis août 1997 mais en 2002, un nouveau parti politique prend le nom de Vonjy Madagascar. Afin de nous différencier, nous ajoutons à notre appellation "Côtes d'Armor".
L'association Vonjy Madagascar Côtes d'Armor est composée d'une dizaine de bénévoles en France et également à Madagascar.
- La présidente est Hanitra Wattecamps.
- La vice-présidente de l'Association est Malala Rafiringa.
- La présidente sur place à Madagascar est Éliane Randrianjafy.
- La chargée de communication est Sophia Grassiot.

Le dispensaire de l'association : la médecine classique est pratiquée. Sur place, l'association est composée de personnes compétentes qui veillent au bon fonctionnement du dispensaire. Actuellement le centre possède 8 pièces pour les soins et l'accueil des malades.
La commune d'Ambatofahavalo avait fait don du terrain en 2004.
Le collège de Merikanjaka accueille actuellement 300 élèves. L'association soutient le collège afin qu'il puisse devenir autonome.

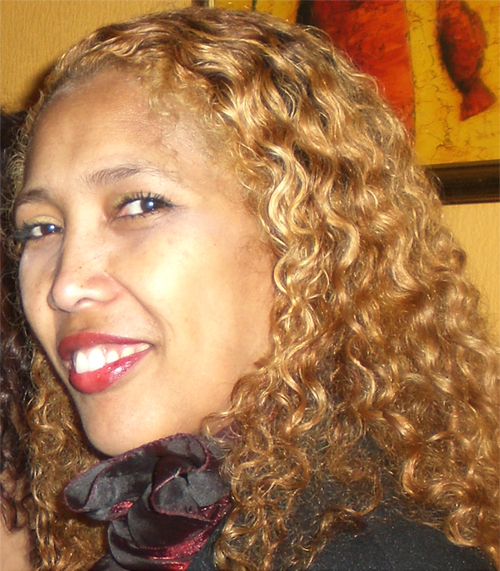
Hanitra Wattecamps
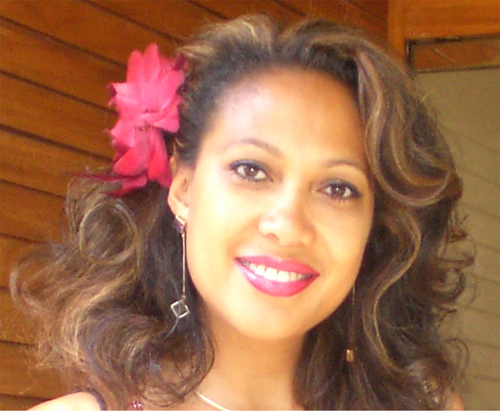
Éliane Randrianjafy
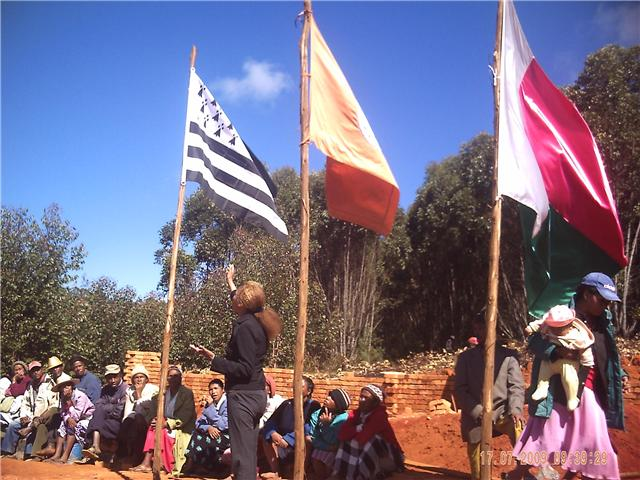
Jumelage avec Vonjy Mada Côtes d'Armor
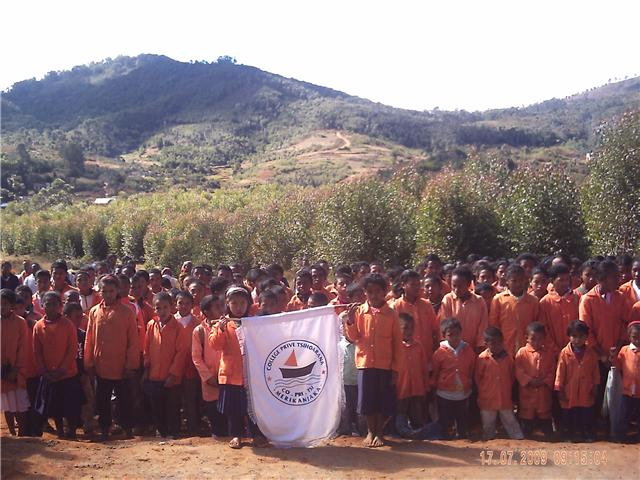
Les collégiens de la rentrée 2013

## Le dispensaire
Le dispensaire a été créé en 1997 à Ambatofahavalo. Le médecin Aina et l'infirmière Madame Fara forment une équipe dynamique et dévouée pour apporter les soins de premières nécessités dans ce milieu rural et assure également les accouchements. Le dispensaire réalise des campagnes de vaccinations et cette année 2014 l'association veut sensibiliser les femmes à la contraception. Vonjy Madagascar Côtes d'Armor collabore avec l'UNICEF qui finance la contraception d'une durée d'un an. L'association collabore également avec Blue Star, une ONG qui l'aide à financer le fonctionnement du dispensaire.

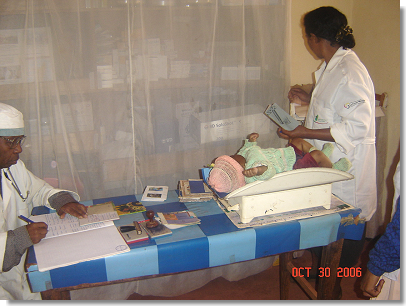
Dispensaire
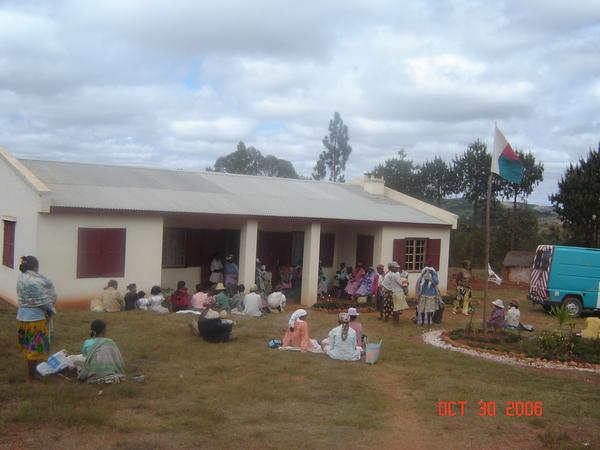
Le dispensaire
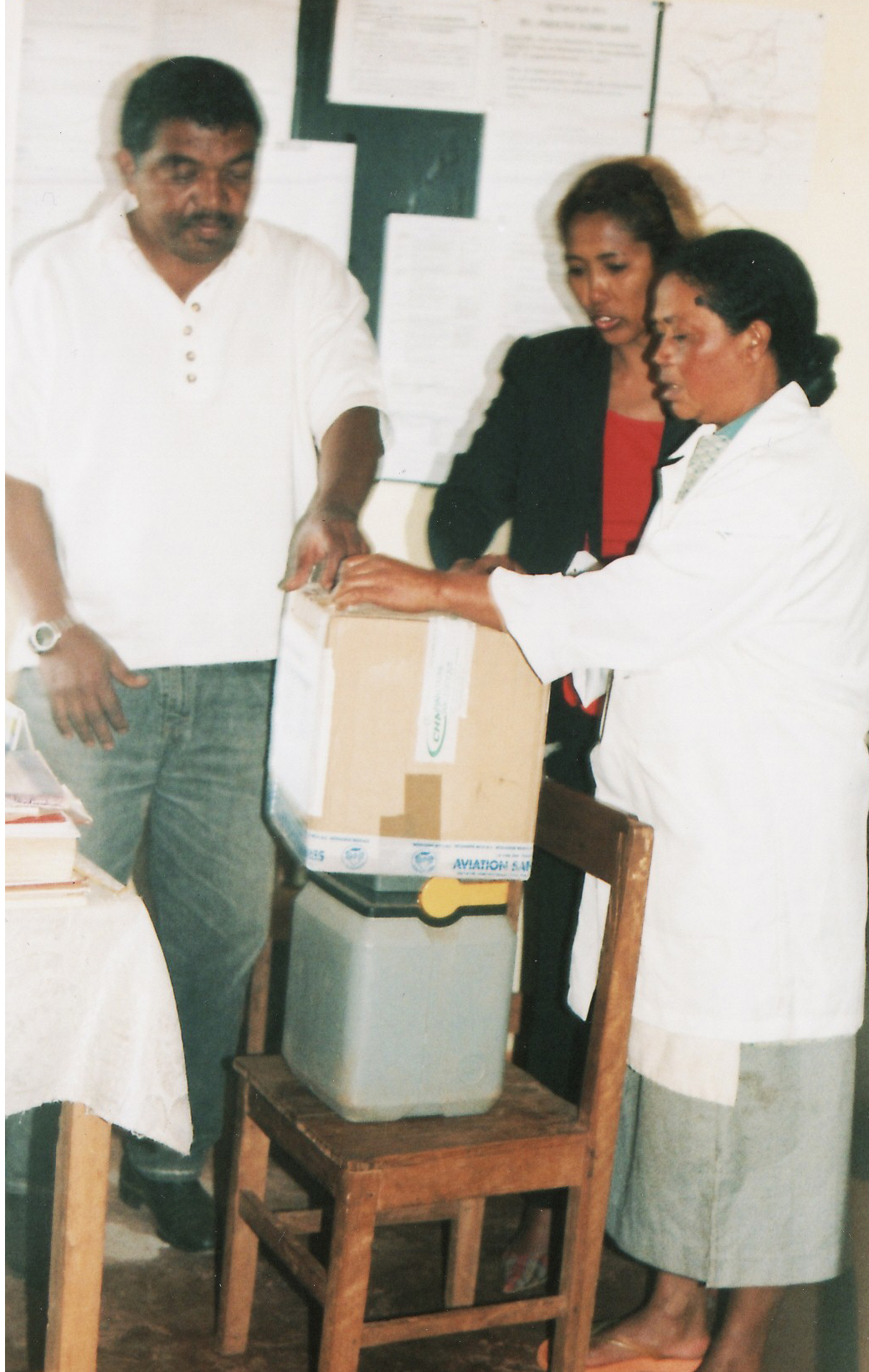
Nouvelle équipe et médecin

## Les besoins et moyens
La somme de 2 750 € par an est nécessaire pour la rémunération du docteur, de l'infirmière, des enseignants et du gardien.
La loi 2007-248 du 26 février 2007 exige que Cyclamed doit incinérer les médicaments et n'a plus le droit de les distribuer. Pour une association humanitaire c'est un problème majeur qui oblige les bénévoles à réaliser encore plus d'actions pour pouvoir acheter des médicaments.
L'association à donc besoin de dons pour acheter des médicaments, des dons de fournitures scolaires et de groupes électrogènes.

### Moyens
Les moyens de Vonjy Madagascar Côtes d'Armor sont, les soirées caritatives, les ventes d'objets d'art malgaches, soirées, stages de danse malgache et les dons.

## Sites de Vonjy Madagascar acte 2-35
- site de Vonjy Madagascar acte 2-35